# Spermiologie
La spermiologie est une branche de la médecine, plus particulièrement de la biologie médicale, qui a pour but d'analyser la quantité et la qualité du sperme et donc des spermatozoïdes. Elle s'appuie sur des examens comme le spermogramme, le spermocytogramme, ou le test de Hühner.
Elle se pratique dans le contexte de l'éthique médicale et de la bioéthique, mais avec aussi les contraintes des contextes sociaux et culturels, idéologiques et juridiques qui varient beaucoup selon les régions et les pays, mais aussi dans le temps.
C'est aussi le nom de la spécialité médicale correspondante dans le cursus médical ou de formation continue.

## Définition
La spermiologie est une discipline récemment[Depuis quand ?] formalisée qui s'intéresse aux caractéristiques de l'éjaculat en tant que contribuant à la fécondation.
Ses champs d'intervention sont notamment :
- La recherche des facteurs de dégradation et de perturbations des fonctions reproductrices liée (reprotoxiques et perturbateurs endocriniens notamment)
- L'exploration fonctionnelle de la fonction reproductrice masculine, notamment la délétion de la spermatogenèse (mesure et recherche d'explications)
- La spermiologie interventionnelle entrant dans le cadre dans la Procréation médicalement assistée
- L'intervention dans le contexte idéologie et juridique, avec la recherche de preuves médico-légales.

## Méthodes et outils
Le biologiste s'appuie sur un équipement spécialisé (puissant microscope, moyens de congélation d'échantillons, matériel de préparation de sperme pour la microscopie ou l'IIU...) et un personnel qui doit être formé et rompu aux techniques de lecture en microscopie (notamment pour l'étude du nombre et de la mobilité des spermatozoïdes, et plus encore pour l'interprétation des anomalies de taille et forme ou la détection de tératospermie).

### Conditions
Le spermogramme doit répondre à plusieurs précautions pour que son analyse ne soit pas biaisée :
- Il doit se faire après une période d'abstinence sexuelle de trois à cinq jours (définit par l'OMS), au-delà de l'abstinence la période ne doit comprendre aucune éjaculation afin d'éviter un moindre volume de sperme et une moindre densité de spermatozoïdes[4],[5]. Les bains chauds sont à éviter dans ce laps de temps.

- Pour réduire le délai entre le recueil et l'analyse, on recueille généralement le sperme du sujet directement au laboratoire, où il se masturbe dans une pièce prévue à cet effet, après s'être soigneusement lavé les mains et le pénis. L'analyse doit être réalisée idéalement dans l'heure.
- Le sujet ne doit pas être atteint d'une maladie infectieuse.

Normalisation : En France, le Journal Officiel du 28 avril 1995 précise la nomenclature de la spermiologie ; il prévoit que
- le recueil doit avoir lieu au laboratoire après miction. Celle-ci permet une élimination des germes contenu dans l'urètre (repose sur le même principe que la non-utilisation du premier jet lors d'un ECBU)
- le commentaire indique toujours le « délai de continence » i.e. le délai d'abstinence.

### Examen de base
L'examen de base comprend :
- Spermogramme et spermocytogramme.
- Test post-coïtal[7],[8] ou test de Hühner (TPC).

Le spermogramme est préféré en clinique, en effet le recueil par masturbation induit moins de biais qu'un recueil post-coïtal les sécrétions vaginales pouvant venir altérer la qualité des spermatozoïdes qui seront alors perçus comme anormaux. Cependant il reste intéressant car il permet justement d'évaluer les réactions des spermatozoïdes au contact de la glaire vaginale, permettant d'expliquer une éventuelle infertilité du couple. Le test de Hühner et le spermogramme-spermocytogramme sont donc complémentaires.
Si ces deux examens ne rendent pas compte d'anomalies particulières le corps médical peut considérer que l'infertilité du couple n'est pas d'origine masculine, et donc qu'il n'a pas lieu d'aller plus loin dans l'investigation du sperme. La réalisation d'épreuves complémentaires est donc inutile s'il n'y a pas de cotations particulières (voir épreuves complémentaires).

### Épreuves complémentaires
Ces examens ne sont pris en charge, qu'après prescription et demande d’entente préalable, accompagnée des résultats des examens de base, et si ces derniers sont perturbés. Un algorithme de décisions guide le médecin. Il y a cinq cas de cotations d'épreuves complémentaires,.

#### Cotations des épreuves complémentaires

##### Examens de bases profondément perturbés
Il y a plusieurs perturbations possibles :
- Un TPC (test post-coïtal) négatif
- Une Azoospermie
- Une Asthénospermie totale

L'investigation médicale peut se poursuivre par :
- Une exploration biochimique de la fonction prostato-vésiculaire
- Une exploration biochimique de la fonction épididymaire
- La réalisation d'une spermoculture

##### Examens de bases avec déficit plus ou moins important mais non profond
Les perturbations -possiblement associées- entrant dans cette catégorie sont alors :
- Un TPC médiocre
- Une oligospermie
- Une asthénospermie
- Une tératospermie

L'investigation médicale peut se poursuivre par :
- Une exploration biochimique de la fonction prostato-vésiculaire[11],[12]
- Une exploration biochimique de la fonction épididymaire
- La réalisation d'une spermoculture

- Une étude de l'éjaculat fractionné
- Un test de migration-survie des spermatozoïdes
- Une recherche d'immunisation masculine (avec deux examens possibles) et/ou féminine

##### Examens de bases révèlent une discordance de résultats
Les perturbations de cette catégorie sont un TPC médiocre ou nul alors que les résultats du spermogramme et du spermocytogramme sont physiologiques.
L'investigation médicale peut se poursuivre par :
- Un test de pénétration croisée in vitro

- Une recherche d'immunisation masculine (avec deux examens possibles)

##### Absence d'éjaculation (anéjaculation) ou hypospermie
Les perturbations de cette catégorie sont donc une absence d'éjaculation ou une Hypospermie (volume de sperme inférieur à la normale).
L'investigation médicale va consister en la recherche d'une Éjaculation rétrograde.

##### Échecs répétés de fécondationin vitro
Cette catégorie concerne les couples présentant des cas d'échecs répétés de fécondation in vitro avec le sperme du conjoint, et ce après trois cycles marqués par un taux de clivage (segmentation précoce des embryons produisant, généralement, des cellules sans l'augmentation substantielle de la taille totale de l'embryon) nul ou très faible (inférieur à 30%).
Avant d'envisager toute nouvelle tentative de réalisation d'une fécondation in vitro, l'investigation médicale convient :
- D'une recherche d'immunisation masculine (avec deux examens possibles)
- D'une coloration des spermatozoïdes au bleu d'Aniline.

#### Détails des épreuves complémentaires

##### Biochimie du liquide séminal
Les deux examens suivant permettent d'évaluer la contribution des différentes glandes (épididymes, prostate, et vésicules séminales) dans la formation de l’éjaculat, permettant une cartographie biochimique et fonctionnelle de l’appareil génital masculin. C'est un examen soumis à une entente préalable avec la caisse d'assurance maladie.
Cette exploration permet d'apporter des renseignements pouvant aboutir aux diagnostics d'Azoospermie car ils permettent d'en préciser l'origine (excrétoire ou sécrétoire) et même éventuellement d'en préciser le lieu d'obstruction. Par exemple la réduction des marqueurs épididymaires (α-1-4 glucosidase, carnitine) traduit une occlusion au niveau de l’épididyme. Ou bien une chute des taux des marqueurs vésiculaires avec : une absence de fructose ainsi qu'une concentration anormalement supérieure des marqueurs prostatiques, est caractéristique d'une agénésie épididymo-déférentielle (les marqueurs de l'épididyme et des vésicules séminales sont absents car non-transportées jusqu'aux canaux déférents, les vésicules séminales constituent seules l'éjaculat, il y a donc également présence d'une Azoospermie).
Et en dehors de ces confirmations para-cliniques les épreuves de biochimie du liquide séminales permettent d'apprécier la contribution et l'activité fonctionnelle des différentes glandes, pouvant participer au diagnostic d'un éventuel processus inflammatoire.
L’étude biochimique du sperme permet de mettre en évidence les variations des sécrétions des différents marqueurs prostatiques, épididymaires, et vésiculaires dans le but d'établir une hypothèse sur la défaillance d'un d'eux. Cette exploration est indiquée lors de l’exploration d’une oligospermie, d’une asthénospermie ou d'une azoospermie mise en évidence lors d’un spermogramme. Cet examen est soumis à une entente préalable avec la caisse d'assurance maladie.

###### Exploration biochimique de la fonction prostato-vésiculaire
Il s'agit d'étudier les sécrétions prostato-vésiculaires à savoir (entre autres) : le fructose, le citrate, les phosphatases acide, et le zinc.
L'investigation médicale est alors,,:
- Un dosage du fructose spermatique (technique enzymologique) ;
- Deux des trois dosages suivants :
  - Du citrate spermatique (technique colorimétrique)
  - Des phosphatases acides spermatiques
  - Du zinc spermatique (technique d'absorption atomique)

Le résultat doit mentionner le volume de l'éjaculat.

###### Une exploration biochimique de la fonction épididymaire
Il s'agit d'étudier les sécrétions épididymaires à savoir : la carnitine et l'α-1-4 glucosidase.
L'investigation médicale est alors,:
- Un dosage de la carnitine libre séminale (technique enzymatique)
- Un dosage de l'α-1-4 glucosidase (technique colorimétrique)

Le résultat doit mentionner le volume de l'éjaculat.

##### Étude de l'éjaculat fractionné
Elle permet une exploration d'une oligospermie confirmée. Il s'agit d'un recueil séparé des premières gouttes de l'éjaculat et de la fin de l'éjaculat.
La technique (microscopie et centrifugation) va comporter une recherche de fructose et une numération des spermatozoïdes dans les deux fractions.
La fraction riche en spermatozoïdes va donner lieu à la réalisation d'un spermogramme.

##### Test de migration survie des spermatozoïdes
Aussi appelé test de capacitation survie ou test d’aptitude à une assistance médicale à la procréation. Il est généralement effectué dans le cadre d'une altération des caractéristiques physiologiques du sperme, c'est un examen de passage, en effet le biologiste va recréer en laboratoire les différentes conditions possibles du milieu vaginal et de l'appareil génital féminin afin de sélectionner les plus mobiles et les plus normaux. Les spermatozoïdes sont déposés dans un milieu de culture, puis passent dans une centrifugeuse.
L'investigation médicale va alors porter sur :
- Le comportement des spermatozoïdes mobiles
- La numération du pourcentage de spermatozoïdes mobiles : progressifs et non progressifs, avant, après migration et après un délai de six heures minimum
- Établissement de la morphologie avant et après migration

C'est un acte diagnostique, non cumulable avec l'acte de préparation des spermatozoïdes en vue d’insémination artificielle intra-utérine.

##### Recherche d'une immunisation anti-spermatozoïdes chez l'homme
Il peut y avoir des anticorps dirigés contre le spermatozoïde dans le sang périphérique et/ou dans le tractus génital. Ces anticorps peuvent être présents dans le sperme sous deux conformations : à l'état libre dans le liquide séminal, ou liés aux anti-gènes de surface sur les spermatozoïdes.
Cette recherche d'immunisation anti-spermatozoïdes est favorisée car suspectée chez des patients : qui ont présenté une lésion de la paroi des voies génitales, ou qui présentent : une agglutination spontanée des spermatozoïdes dans l’éjaculat ou une non pénétration des spermatozoïdes dans la glaire cervicale.
Ces méthodes sont spécifiques, sensibles et permettent de préciser la classe des anticorps.
Il existe un effet seuil de la quantité d'anticorps présente : si 40 % des spermatozoïdes mobiles ou davantage sont porteurs d'anticorps, l'infertilité immunologique est probable, elle est suspectée si elle est entre 10 et 40%.

###### Recherche d'anticorps fixés sur les spermatozoïdes
Il s'agit des anticorps liés aux anti-gènes de surface sur les spermatozoïdes. Il y a deux méthodes pour la recherche d'anticorps fixés sur les spermatozoïdes :
- Par réaction d'agglutination mixte : MAR-test[16] : il va permettre la détection d'anticorps anti-spermatozoïdes, ceux-ci sont des classes IgA et IgG.
  - Les IgA paraissent être coupables de l’infertilité immunologique (≈ 8 % des cas d‘infertilité masculine). Ces IgA sont souvent présentes avec des IgG, une présence d'IgA en absence d'IgG est très rare, cette caractéristiques permet une détection clinique de routine basée sur les IgG anti-spermatozoïdes.
  - Par voie de conséquences la présence d’anticorps anti-spermatozoïdes IgG, va entraîner recherche des anticorps IgA.
- Par technique utilisant des immunobilles ce sont des billes de polyacrylamide couplées à des anticorps anti-IgA ou anti-IgG[14].

###### Recherche indirectes d'anticorps anti-spermatozoïdes
Il s'agit des anticorps à l'état libre dans le liquide séminal ou dans le sérum sanguin (la prise de sang se fait dans le pli du coude) comportant un titrage des anticorps par la technique des immunobilles.
Le résultat doit faire état du titre des anticorps, ainsi que de leur type (IgG, IgA, IgM) et leur topographie de fixation sur les spermatozoïdes.
L'examen de recherche indirectes d'anticorps anti-spermatozoïdes ne peut être coté qu'en cas de résultat positif de l'examen de recherche d'anticorps fixés sur les spermatozoïdes.

##### Recherche d'une immunisation anti-spermatozoïdes chez la femme
Il s'agit de recherches indirectes d'anticorps anti-spermatozoïdes dans le mucus cervical ainsi que simultanément dans le sérum sanguin de la conjointe. Cela se fait par technique d'immunobilles.
Le résultat doit faire état du titre des anticorps, ainsi que de leur type (IgG, IgA, IgM) et leur topographie de fixation sur les spermatozoïdes.

##### Pénétration du mucus cervical, test croisé
C'est un test étudiant la pénétration des spermatozoïdes du conjoint, et de spermatozoïdes témoins, dans la glaire cervicale (mucus cervical) de la conjointe, et dans la glaire cervicale témoin. En général il y a seulement la réalisation d'un test entre les spermatozoïdes du conjoint et de la glaire de la conjointe, la réalisation d'un test croisé se fera si une anomalie ou une anormalité est constaté dans les tests précédents.
Le résultat doit faire état : pour la patiente : du jour du cycle et de la dilatation du col ; pour le mucus à tester : l'abondance, la filance, la transparence ; pour les spermes (témoins et à tester) : la numération des spermatozoïdes, la mobilité des spermatozoïdes, en particulier après 1 à 4 heures d'interaction, l'orientation dans la glaire
Les données apportées doivent comporter : pour la pénétration : la rapidité, la distance parcourue, la densité ; ainsi que la survie des spermatozoïdes (en particulier après six heures).
| Spermatozoïdes : conjoint testé + Glaire cervical : femme témoin | Spermatozoïdes : conjoint testé + Glaire cervical : femme conjointe testée | Spermatozoïdes : homme témoin + Glaire cervicale : femme conjointe testée | Interprétation |
| ---------------------------------------------------------------- | -------------------------------------------------------------------------- | ------------------------------------------------------------------------- | --- |
| +                                                                | +                                                                          | +                                                                         | Les spermatozoïdes et la glaires sont physiologiques et opérationnels. Examens complémentaires : - Recherche d'une inflammation du col de l'utérus (Cervicite) - Recherche d'un éventuel problème de la technique coïtale                                                   |
| Négatif ou déficient                                             | Négatif ou déficient                                                       | +                                                                         | Les spermatozoïdes du conjoint sont déficients et non fonctionnels. Examens complémentaires : - Recherche d'une immunisation anti-spermatozoïdes chez l'homme |
| +                                                                | Négatif ou déficient                                                       | Négatif ou déficient                                                      | La glaire cervicale de la conjointe est déficiente et non fonctionnelle, et cela n'est pas spécifique (pas d’interactions glaire cervicale-spermatozoïdes spécifiques au couple) Examens complémentaires : - Recherche d'une immunisation anti-spermatozoïdes chez la femme |

##### Étude d'une éjaculation rétrograde
Elle est effectuée en cas d'anéjaculation ou des éjaculations de faible volume (< 1mL) détectée lors de la réalisation d'un Spermogramme ou d'un spermocytogramme. Il consiste à observer la présence de spermatozoïdes dans les urines. Il doit prendre les mêmes précautions que ces examens (Voir conditions) : abstinence sexuelle de trois à cinq jours, test effectué par masturbation, absence de maladie infectieuse, et le commentaire doit toujours indiquer le délai de continence.
Le patient va devoir prendre un certain nombre de précautions dont (entre autres) : la prise de bicarbonate de sodium la veille de l'examen et le matin de celui-ci, l'ingestion de Vichy St Yorre, et l'abstinence d'uriner jusqu'à l'examen depuis la veille au soir. Cela permet l’alcalinisation des urines. Le patient va réaliser : une masturbation avec recueil de la totalité de l'éjaculat, puis dix minutes plus tard le recueil d'urine dans un flacon.

L'analyse va se faire par examen macroscopique et microscopique, la présence des spermatozoïdes dans les urines va être synonyme d'éjaculation rétrograde.

##### Spermoculture
Il s'agit de la mise en culture du sperme pour rechercher des germes (germes aérobies, exceptionnellement germes anaérobies, voir Bactéries impliquées dans les maladies chez l'homme, Mycoplasma, Chlamydiae, Neisseria gonorrhoeae...) par culture, celle-ci se fera au laboratoire de bactériologie car celui de spermiologie ne réalise pas ces examens en routine.
Le seuil de positivité diffère selon les auteurs (consensus pour une concentration supérieure à 103 germes commensaux/mL,) , il est cependant considéré comme positif s'il y a présence de germes pathogènes spécifiques quelle que soit leur concentration.

Elle va être demandée en cas d'examens de bases (spermogramme et spermocytogramme) profondément perturbés, et d'examens de bases avec un déficit plus ou moins important mais non profond.

## Contenu des études

### Spermogramme
- Le volume de l'éjaculat ce qui permet de vérifier que les glandes annexes (prostate, vésicule séminale, etc.) ont une capacité de sécrétion normale
- Le pH, autre indicateur sur les sécrétions des glandes annexes (sécrétion acide de la prostate, et alcaline des vésicules séminales)
- La viscosité du sperme
- La quantité de spermatozoïdes (numération) par millilitre d'éjaculat
- La vitalité des spermatozoïdes. Celle-ci est mesurée par la capacité des spermatozoïdes à exclure le colorant qu'est l'Éosine, si le spermatozoïde est en vie il va l'exclure, s'il est décédé il restera rosé conformément à la coloration par l'éosine.
- Dosage du zinc, du citrate (ou acide citrique) et des phosphatases acides produits par la prostate
- Dosage du fructose produit par la vésicule séminale
- Dosage de la L-carnitine et de l'alpha-glucosidase produite par l'épididyme
- La mobilité[23] :
  - Mobilité de type a : mobilité fléchante (déplacement "en flèche') et rapide (vitesse >25 µm/s).
  - Mobilité de type b : mobilité lente (vitesse de 5-25 µm/s).
  - Mobilité de type c : mobilité sur place ou mobilité non-progressive.
  - Mobilité de type d : immobilité.

- Les cellules rondes[14]: Il s'agit de cellules épithéliales de l'urètre, de spermatocytes (cellules germinales immatures, voir Spermatogenèse) et de leucocytes. La présence de Polynucléaires (appartenant à la classe globale des leucocytes) peut être témoins d'un foyer infectieux, ils doivent alors être recherchés spécifiquement par des colorations spécifiques (le plus souvent ils sont détectés par révélation histochimique de la peroxydase.

### Spermocytogramme
- La morphologie des spermatozoïdes. Attention, les anomalies de morphologie n'ont pas de conséquences sur des malformations éventuelles du futur enfant, en revanche elles vont avoir un retentissement sur les probabilités de grossesses[24].

### Test de Hühner ou test post-coïtal (TPC)
Les informations disponibles doivent être , : le jour du cycle, le délai depuis le coït, le degré de dilatation du col, l'abondance, de la filance et de la transparence de la glaire, le pH, ainsi que : la densité de spermatozoïdes par champ, le pourcentage de spermatozoïdes mobiles progressifs, non progressifs (avec précision du caractère éventuellement oscillant) et immobiles.
Ces informations doivent être mise en relation pour déterminer le cadre de relation glaire-spermatozoïdes.